# 25-та година
«25-та година» (англ. 25th Hour) — американський драматичний фільм режисера Спайка Лі базується на однойменному романі американського письменника Девіда Беніоффа, який також є автором сценарію.

## Сюжет
У фільмі описується останній день вільного життя Монті Брогана, засудженого на сім років в'язниці за торгівлю наркотиками. Останні 24 години, які в нього лишилися, він проводить в компанії своїх рідних, друзів, ділових партнерів і коханої дівчини Натурель, яка, можливо, і здала його поліції. Монті мріяв свого часу стати пожежником, але в результаті ступив на слизьку дорогу наркодиллера, прощається з минулим і намагається переосмислити своє життя…

## В ролях
- Едвард Нортон — Монті Брогана
- Філіп Сеймур Гоффман — Джейкоб Елінські
- Баррі Пеппер — Френк Слагерті
- Розаріо Довсон — Натурель Рів'єра
- Анна Паквін — Мері Д'Аннанціо
- Браян Деніс Кокс — Джеймс Броган
- Тоні Сірагуса — Костя Новотний
- Леван Учанейшвілі — Ніколай
- Аарон Стенфорд — Маркус